# Приріт ангольський
Приріт ангольський (Batis margaritae) — вид горобцеподібних птахів прирітникових (Platysteiridae).

## Назва
Вид названо на честь американської новелістки Маргарет Ліч (1893—1974).

## Поширення
Вид поширений на південному заході Африки. Ареал розірваний на дві частини: одна займає гори Моко на заході Анголи (підвид B. m. margaritae Boulton, 1934), інша частина — на півдні ДР Конго та в північно-західній Замбії. Мешкає, здебільшого, в лісах, де переважає Cryptosepalum spp, але також трапляється в інших типах сухих вічнозелених лісів, річкових лісів та сухих саванах.

## Опис
Це маленька, переважно чорно-біла пташка, схожа на сорокопуда. Тіло завдовжки 11–12 см, вагою 11,5–15,5 г. Спина, крила, хвіст, лицьова маска та верхня частина грудей чорні. Верх голови темно-сірий. Черево, горло та краї хвоста білі. У самців на крилах є біла смужка, у самиць вона коричнева.